# Murteira Grave
Murteira Grave es una ganadería brava portuguesa que fue fundada en el año 1944 por Manuel Joaquim Grave y que está inscrita dentro de la Unión de Criadores de Toros de Lidia.  Se encuentra situada en la finca Galeana, próxima al municipio de Mourão, al sur de Portugal,  en la orilla izquierda del río Guadiana, región del Alentejo.
La primera corrida en la que intervinieron toros de este hierro, tuvo lugar en la ciudad de Évora (Portugal) el 29 de junio de 1950, el debut en Madrid fue el 21 de junio de 1964. Desde el año  2002 es propiedad de Joaquim Manuel de Vasconcellos e Sá Grave, nieto del fundador. La divisa es de color azul y amarillo.
La morfología clásica de esta ganadería, corresponde a un animal de bastante trapío con manos cortas y fuertes, ligeramente caído en los cuartos traseros y cornamenta desarrollada y acapachada. Los colores habituales del pelaje son: negro, colorado y castaño.

## Toros destacados
- Piloto. Fue lidiado el la Plaza de Las Ventas de Madrid el día del debut de la ganadería en esta plaza, 21 de junio de 1964, obteniendo en el arrastre el premio de una vuelta al ruedo por su bravura.

- Pianista. Con este toro obtuvo el diestro Antonio Bienvenida las dos orejas en la corrida concurso que cerró la Feria de San Isidro de 1971.

- Cazador. Toro negro herrado con el número 35 lidiado por Marcos Bastinhas, el cual fue premiado como mejor toro de la Feria de Évora de 2021.[6]
- Almirante. Toro negro indultado en el día 2 de agosto de 2024 en la plaza de toros de Azpeitia, por el torero Jesús Enrique Colombo. Primer toro indultado en esta plaza.